# Ragnhild Godenius
Gerda Ragnhild Godenius, född 4 september 1877 på Billnäs bruk i Pojo, Finland, död 3 april 1966 i Stockholm, var en finlandssvensk skulptör och keramiker, en pionjär inom studiokeramik.

## Karriär
Godenius var dotter till disponenten vid Fagerviks bruk i Finland, godsägaren Herman Ulrik Gustaf Godenius och Emeli Josefina Nilsson. Båda föräldrarna var riksvenska; familjen blev finländska medborgare efter Ragnhilds födelse.
Godenius studerade vid Finska konstföreningens skola i Helsingfors 1898–1902 och i skolans skulpturkurs 1903 samt under studieresor till Tyskland och Italien. Efter studierna tjänstgjorde hon några år som teckningslärare vid olika finländska skolor.
Godenius flyttade till Sverige 1907 och slog sig samman med Gerda Sprinchorn; tillsammans inrättade de en egen ateljé i Rönninge med en brännugn som Godenius byggde själv. 1908 flyttade de till en gemensam bostad på Hamngatan i Stockholm och därefter delade bostad under resten av sina liv. Hon blev svensk medborgare 1932.

## Konst
Godenius medverkade i samlingsutställningar med Finska konstföreningen samt i keramikutställningar i Sverige och England samt vid Baltiska utställningen i Malmö. Hon var en av de första i Sverige som använde sig av den så kallade starkeldsglasyrer och hon räknas därför som en av pionjärerna inom svensk keramik. Hennes produktion består av unika och drejade föremål som exempelvis skålar, krukor, vaser, urnor, askkoppar, ljusstakar samt en del figurala objekt, hon arbetade även i andra material som exempelvis brons, terrakotta och gips, dessutom målade hon tavlor. För Uppsala-Ekeby producerade hon en del nytto- och prydnadsföremål på 1910-talet. Godenius finns representerad vid Röhsska museet. Hennes föremål är signerade Ragnhild eller Ragnhild Godenius eller GR Godenius.